# Iod-131
Iod-131 (131I) là một đồng vị phóng xạ quan trọng của iod được phát hiện bởi Glenn Seaborg và John Livingood vào năm 1938 tại Đại học California, Berkeley. Nó có chu kỳ bán rã phóng xạ khoảng tám ngày. Nó được liên kết với năng lượng hạt nhân, các thủ tục chẩn đoán và điều trị y tế, và sản xuất khí đốt tự nhiên. Nó cũng đóng vai trò chính là đồng vị phóng xạ có trong các sản phẩm phân hạch hạt nhân và là tác nhân quan trọng đối với các mối nguy hiểm sức khỏe từ vụ thử bom nguyên tử ngoài trời vào những năm 1950 và từ thảm họa Chernobyl, cũng như là một phần lớn của nguy cơ ô nhiễm trong những tuần đầu tiên trong cuộc khủng hoảng hạt nhân Fukushima. Điều này là do I-131 là sản phẩm phân hạch chính của urani và plutoni, bao gồm gần 3% tổng sản phẩm phân hạch (tính theo trọng lượng). Xem năng suất sản phẩm phân hạch để so sánh với các sản phẩm phân hạch phóng xạ khác. I-131 cũng là một sản phẩm phân hạch chính của uranium-233, được sản xuất từ thori.
Do chế độ phân rã beta, iod-131 đáng chú ý là gây đột biến và tử vong trong các tế bào mà nó xâm nhập và các tế bào khác cách xa đến vài mm. Vì lý do này, liều cao của đồng vị đôi khi ít nguy hiểm hơn liều thấp, vì chúng có xu hướng giết chết các mô tuyến giáp nếu không sẽ trở thành ung thư do bức xạ. Ví dụ, trẻ em được điều trị với liều I-131 vừa phải cho u tuyến giáp có sự phát hiện ung thư tuyến giáp tăng rõ rệt, nhưng trẻ em được điều trị với liều cao hơn nhiều thì không. [Cần dẫn nguồn] Tương tự như vậy, hầu hết các nghiên cứu về I- liều rất cao Điều trị bệnh Graves đã không tìm thấy bất kỳ sự gia tăng nào của ung thư tuyến giáp, mặc dù có sự gia tăng tuyến tính về nguy cơ ung thư tuyến giáp với sự hấp thụ I-131 ở liều vừa phải. Do đó, iod-131 ngày càng ít được sử dụng với liều lượng nhỏ trong sử dụng y tế (đặc biệt là ở trẻ em), nhưng ngày càng chỉ được sử dụng ở liều điều trị lớn và tối đa, như một cách để tiêu diệt các mô mục tiêu. Điều này được gọi là "sử dụng điều trị".
Iodine-131 có thể được "nhìn thấy" bằng các kỹ thuật hình ảnh y học hạt nhân (tức là máy ảnh gamma) bất cứ khi nào nó được sử dụng để điều trị, vì khoảng 10% năng lượng và liều bức xạ của nó là thông qua bức xạ gamma. Tuy nhiên, vì 90% bức xạ khác (bức xạ beta) gây tổn thương mô mà không đóng góp vào bất kỳ khả năng nào nhìn thấy hoặc "hình ảnh" đồng vị, các đồng vị phóng xạ ít gây tổn hại khác của iod như iod-123 (xem đồng vị của iod) được ưu tiên trong các tình huống khi chỉ cần chụp ảnh hạt nhân. Đồng vị I-131 đôi khi vẫn được sử dụng để chẩn đoán hoàn toàn (nghĩa là hình ảnh), do chi phí thấp so với các đồng vị phóng xạ iod khác. Liều hình ảnh y tế rất nhỏ của I-131 không cho thấy sự gia tăng ung thư tuyến giáp. Đổi lại, sự sẵn có chi phí thấp của I-131 là do sự dễ dàng tạo ra I-131 bằng cách bắn phá neutron của Tellurium tự nhiên trong lò phản ứng hạt nhân, sau đó tách I-131 ra bằng nhiều phương pháp đơn giản khác nhau (ví dụ, làm nóng lái xe ra khỏi iod dễ bay hơi). Ngược lại, các đồng vị phóng xạ iod khác thường được tạo ra bằng các kỹ thuật đắt tiền hơn nhiều, bắt đầu bằng bức xạ lò phản ứng của các viên nang khí xenon đắt tiền.
Iodine-131 cũng là một trong những chất đánh dấu phóng xạ công nghiệp phát xạ gamma được sử dụng phổ biến nhất. Các đồng vị tracer phóng xạ được tiêm chất lỏng thủy lực bẻ gãy để xác định cấu hình tiêm và vị trí của các vết nứt được tạo ra bởi sự nứt vỡ thủy lực.
Liều ngẫu nhiên nhỏ hơn iod-131 so với liều dùng trong các thủ tục điều trị y tế, được một số nghiên cứu cho là nguyên nhân chính gây tăng ung thư tuyến giáp sau khi nhiễm hạt nhân do tai nạn. Các nghiên cứu này cho rằng ung thư xảy ra do tổn thương bức xạ mô còn lại do I-131 gây ra, và sẽ xuất hiện chủ yếu sau nhiều năm phơi nhiễm, rất lâu sau khi I-131 bị phân rã. Các nghiên cứu khác không thể tìm thấy mối tương quan.